# Bukovac Perjasički
 Bukovac Perjasički  falu Horvátországban, Károlyváros megyében. Közigazgatásilag Szluinhoz tartozik.

## Fekvése
Károlyvárostól 28 km-re délre, községközpontjától 16 km-re északra a Kordun területén a Korana bal partján fekszik.

## Története
1857-ben 118, 1910-ben 146 lakosa volt. Trianonig Modrus-Fiume vármegye Szluini járásához tartozott. 2011-ben a falunak 3  lakosa volt.

## Lakosság
| Lakosság változása | Lakosság változása | Lakosság változása | Lakosság változása | Lakosság változása | Lakosság változása | Lakosság változása | Lakosság változása | Lakosság változása | Lakosság változása | Lakosság változása | Lakosság változása | Lakosság változása | Lakosság változása | Lakosság változása | Lakosság változása |
| ------------------ | ------------------ | ------------------ | ------------------ | ------------------ | ------------------ | ------------------ | ------------------ | ------------------ | ------------------ | ------------------ | ------------------ | ------------------ | ------------------ | ------------------ | ------------------ |
| 1857               | 1869               | 1880               | 1890               | 1900               | 1910               | 1921               | 1931               | 1948               | 1953               | 1961               | 1971               | 1981               | 1991               | 2001               | 2011               |
| 118                | 157                | 165                | 152                | 143                | 146                | 118                | 130                | 109                | 112                | 92                 | 82                 | 52                 | 26                 | 10                 | 3                  |